# Manijeh Hekmat

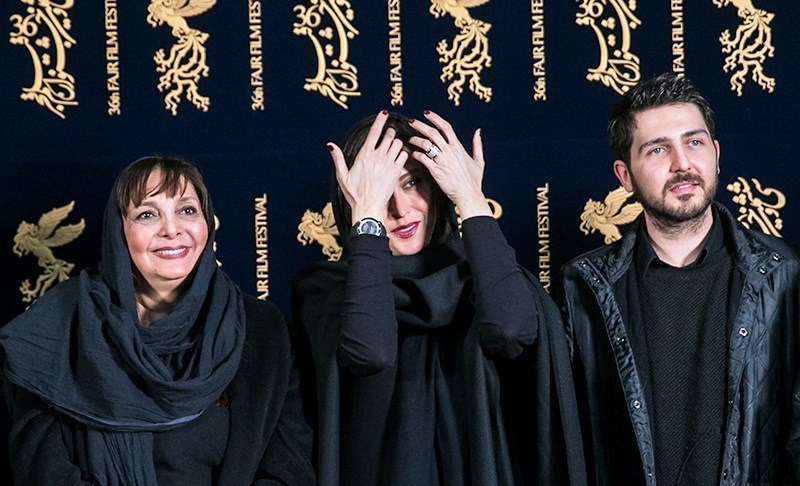
Manijeh Hekmat en el 36 Festival Internacional de Cine de Fajr.

Manijeh Hekmat (en persa: منیژه حکمت‎; Arak, Irán 1962) es una directora de cine iraní.

## Biografía
Hekmat nació en 1962 en Arak, Irán y ha trabajado desde 1980 como asistente de dirección y diseñadora de producción en más de 25 películas. Dirigió su primer largometraje Women's Prison (Zendān-e Zanān ) en 2002. Esta película se ha proyectado en más de 80 festivales internacionales de cine y ha recibido siete premios.
Su segundo largometraje se estrenó en 2007 con el título Three Women (Seh Zan).  Además ha producido cinco películas destacadas que incluyen las premiadas películas The Girl in the Sneakers y A Bunch of Grass, esta última una película producida en Alemania en el Kurdistán iraní. En su película de 2018, The Old Road, Hekmat abordó el problema social de la violencia contra las mujeres.
Hekmat está casada con el director de cine Jamshid Āhangarāni. Su hija, Pegāh Āhangarāni, es actriz de cine.

## Filmografía
- 2002: Women's Prison (Zendān-e Zanān) : guionista, directora y productora[6]
- 2004: The Wall : directora
- 2007: Three Women (Seh Zan) : directora y productora[7]
- 2009: Sedaha : productora
- 2010: Poopak and Mash Mashallah (Poopak va Mash Mashallah) : productora
- 2011: No Men Allowed : productora
- 2020: There Are Things You Don't Know (Chiz-haie hast keh nemidani) : productora
- 2014: City of Mice 2 (Shahr-e Mushha 2) : productorar
- 2015: The Gap : productora
- 2018: The Old Road : directora y productora[8]
- 2020: Bandar Band : directora y productora